# Haninge IBK
Haninge IBK, innebandyklubb från Stockholm.
Under slutet av 1990-talet och början av 2000-talet dominerade Haninge herrinnebandyn i Sverige och vann 3 SM-guld och två Europacupguld. Haninge hade en berömd trio kallad GÖK-kedjan efter sina efternamn: Johannes "Gutchi " Gustavsson, Michael " Micro" Östlund och Jonathan "Jonthe" Kronstrand (ägare av företaget Kronstrand som tillverkar innebandyklubbor). Backarna Johan "Junne" Davidsson och Robert "Robocop" Linder var två andra duktiga spelare från storhetstiden. Nämnas bör också målvakten Mårten "Super-zero" Blixt.
Säsongen 2010/2011 hade klubben ramlat ur Elitserien och spelade i division 5.

## Landslagsspelare
- Peter Fischerström (101)
- Johannes Gustavsson (66)
- Michael Östlund (58)
- Jonathan Kronstrand (51)
- Johan Davidsson (32)
- Mårten Blixt (25)
- Andreas Adamsson (13)
- Robert Linder (10)
- Eric Huijsers (10)
- Leif Nilsson (3)
- Daniel Nohrstedt (2).
- Oscar Gleisner (?)

Flera spelare som varit landslagsspelare före/efter de spelat i Haninge är:
- Andreas Elf (2)
- Tom Lepistö (3)
- Karl-Johan Ramlöv (4)
- Conny Vesterlund (24)
- Anders Öhman (12)
- Thomas Fogelberg (12)

Icke-svenska landslagsspelare
- Rickie Hyvärinen (Finland)
- Henrik Jensen (Danmark)
- Daniel Telli (Schweiz)
- Henrik Talme (Estland)
- Hannu Korhonen (Finland)
- Raine Laine (Finland)
- Thomas Rupp (Tyskland)

## Utmärkelser till Haningespelare
Årets målvakt:
- 99/00: Mårten Blixt, Haninge IBK
- 00/01: Mårten Blixt, Haninge IBK

Årets back:
- 99/00: Johan Davidsson, Haninge IBK
- 00/01: Johan Davidsson, Haninge IBK
- 03/04: Peter Fischerström, Haninge IBK

Årets center:
- 97/98: Johannes Gustafsson, Haninge IBK
- 98/99: Johannes Gustafsson, Haninge IBK
- 01/02: Johannes Gustafsson, Haninge IBK

Årets absolut bäste spelare:2002
- Johannes Gustafsson, Haninge IBK.

## Kuriosa
Mårten Blixt är den enda målvakt som registrerats för att ha gjort mål i en elitseriematch, vilket han gjorde med ett mäktigt utkast mot Balrog hemma i Torvalla sporthall 18 oktober 1997. Mårtens utkast gick hela vägen, och studsade upp till Balrogs målvakt, som råkade slå in den i eget mål. På den tiden fick självmål ej skrivas upp, vilket gjorde att senaste Haningespelare som rört bollen blev målskytt.

## Meriter (herrar)
- Svenska mästare: 1999, 2000 och 2001 + Europacupguld 2002 och 2003
- SM-Brons 2002, 2004 , 1986

World Cup mästare 1998
- Haninge IBK 20 september 1998 KARLSTAD: Haninge finalslog Pixbo med 6-3 i första upplagan av World Cup

Svenska juniormästare 1991
- Haninge IBK